# Jacobiasca boninensis
Jacobiasca boninensis är en insektsart som först beskrevs av Matsumura 1931.  Jacobiasca boninensis ingår i släktet Jacobiasca och familjen dvärgstritar. Inga underarter finns listade i Catalogue of Life.